# Garbage
Garbage ist eine Rockgruppe aus Madison (Wisconsin) in den Vereinigten Staaten.
Garbage besteht aus dem Schlagzeuger Butch Vig, dem Gitarristen und Keyboarder Duke Erikson, dem Gitarristen Steve Marker und der Sängerin Shirley Manson. Zusätzlich wird die Gruppe seit ihrem zweiten Album (1998) von dem Bassisten Daniel Shulman begleitet, der jedoch kein offizielles Mitglied ist.

## Bandgeschichte
Die Idee zu Garbage (dt. Abfall oder Müll) wurde aus der Musikgruppe Rectal Drip geboren, deren Mitglieder Butch Vig, Steve Marker und Duke Erikson waren. 1994 stieg Shirley Manson auf Anregung von Steve Marker mit ein, der zusammen mit Butch Vig durch einen Videoclip von Mansons damaliger Gruppe Angelfish bei MTVs 120 Minutes auf die Keyboarderin und Leadsängerin aufmerksam wurde.

### Garbage (1995)
Zu einem Zeitpunkt, als der Grunge nach dem Tod von Kurt Cobain und dem Ende von Nirvana in einer Krise war, sorgte Garbages selbstbetiteltes Debütalbum, das in Deutschland über Mushroom Records erschien, für frischen Wind und neue Impulse. Zunächst erreichte das Album in Neuseeland Goldstatus – am Ende verkaufte sich Garbage über fünf Millionen Mal. Die nach der wenig erfolgreichen ersten Single Vow aus dem Album ausgekoppelten Titel Stupid Girl, Only Happy When It Rains, Queer und Milk entwickelten sich zu internationalen Erfolgstiteln. Am erfolgreichsten wurde Stupid Girl, das in den britischen Singlecharts den Sprung auf Platz 4 schaffte und in den US-Billboard-Charts auf Platz 24 kam. Nachdem sich das öffentliche Interesse zunächst auf Butch Vig konzentrierte, der bereits als Produzent (u. a. für Nirvana) überaus erfolgreich war, trat schließlich Shirley Manson als rothaariger Vamp mit provokanten Äußerungen („I want a man who will let me pee in his belly button. I want a man to accept the beast in me.“ dt.: „Ich will einen Mann, der mich in seinen Bauchnabel pinkeln lässt. Ich will einen Mann, der das Tier in mir akzeptiert.“) immer mehr in den Vordergrund. In Deutschland konnte Garbages Debütalbum zwar einen Achtungserfolg verbuchen, im Umfeld des damals vorherrschenden Euro-Pop galt die Gruppe jedoch eher als Geheimtipp.

### Version 2.0 (1998)
1998 veröffentlichte Garbage ihr zweites Album Version 2.0, das in Deutschland Platz 4 der Albumcharts belegte. Mit zahlreichen Singleerfolgen wie Push it, I Think I'm Paranoid (belegte Platz 10 in den europäischen Charts) und The Trick is to keep breathing war Garbage in den europäischen wie auch den US-amerikanischen Charts erfolgreich. When I Grow Up konnte sich in Israel sogar auf Platz 1 positionieren. Außerdem wurden Garbage diverse Auszeichnungen verliehen, u. a. der MTV Music Award. Garbage tourte mit Gruppen wie den Smashing Pumpkins, den Fun Lovin’ Criminals und Radiohead. Im Dezember 1999 veröffentlichte Garbage die Single The World Is Not Enough, das Titellied zum gleichnamigen James-Bond-Film (deutscher Filmtitel: James Bond 007 – Die Welt ist nicht genug). Zu diesem Song existiert auch ein Musikvideo, in dem die Sängerin Shirley Manson, unabhängig von der Handlung des James-Bond-Films, als Killer-Roboter dargestellt wird. Durch Rechtsstreitigkeiten mit der Plattenfirma Mushroom erschien die Single über Radioactive Records. Sie erreichte in Deutschland Platz 35 der nationalen Verkaufscharts, Garbages bisher höchste Platzierung in Deutschland. In den Vereinigten Staaten und Großbritannien schaffte die Single den Sprung in die Top 20. Stücke von Garbage finden sich auch auf den Filmmusik-Alben zahlreicher Fernsehserien (Akte X, Buffy – Im Bann der Dämonen u. a.) und Filme (Romeo + Julia, The Faculty, An jedem verdammten Sonntag, Big Daddy u. a.) sowie in Videospielen (NHL 2000, Gran Turismo).

### Beautifulgarbage (2001)
Nach einer Brustkrebserkrankung, von der sich Frontfrau Shirley Manson jedoch gut erholte, veröffentlichte Garbage im Jahr 2001 ihr drittes Studioalbum Beautifulgarbage. Das Album stieg auf Platz 8 der deutschen Albumcharts ein. Garbage präsentierte auf ihrem dritten Album einen ungewohnten Klang, mit Anleihen aus den 1960er-Jahren. Für den europäischen Vertrieb war die belgische Plattenfirma Play It Again Sam (PIAS Records) zuständig. Trotz großem Werbeaufwand und einigen Auftritten als Vorgruppe von U2 konnte der Erfolg von Version 2.0 allerdings nicht wiederholt werden. Große Teile der Tour zu Beautifulgarbage fanden ohne Butch Vig statt, der krankheitsbedingt durch Matt Chamberlain ersetzt wurde (Studiomusiker u. a. für Tori Amos und Pearl Jam und auch auf Beautifulgarbage präsent).

### Bleed Like Me (2005)
Garbages viertes Album Bleed Like Me erschien im April 2005 und wurde mit Einzelauftritten in den Vereinigten Staaten und Europa beworben. Die erste Singleauskopplung des neuen Werks, Why Do You Love Me, erschien Ende März. Sowohl Album als auch Single konnten sich in den Top 10 der britischen Charts platzieren. Musikalisch wurde eine gegenüber dem Vorgänger deutlich gitarrenlastigere Richtung eingeschlagen; der Zuspruch der Kritiker wie der Käufer blieb jedoch weitgehend aus, es wurde – wie bereits bei Beautifulgarbage zuvor – häufig von einem zu kalkuliert und glatt klingenden Album gesprochen.
Ende März 2005 begab sich Garbage auf Tour, um Bleed Like Me zu bewerben. Ende August gab man auf der offiziellen Internetpräsenz überraschend die ersatzlose Absage der für Oktober angesetzten Tourdaten in Frankreich, Großbritannien und Belgien bekannt. Die Tour endete somit bereits am 1. Oktober 2005 in Perth.

### Auflösungsgerüchte
Als Begründung für die Absage wurde angegeben, dass man durch das anstrengende Tourleben erschöpft sei. Nach erst sechs Monaten mit insgesamt 65 Konzerten erschien dies angesichts der Touren anderer Gruppen merkwürdig, was zu Auflösungsgerüchten um Garbage führte, zumal Produzent und Schlagzeuger Butch Vig bereits ab der Bekanntgabe aus der Tour ausstieg. Sängerin Shirley Manson räumte in Interviews eine kurze Trennung während der Aufnahmen zu Bleed Like Me ein und hielt es für unwahrscheinlich, dass Garbage weitere vier Alben produzieren würde.
Um den Auflösungsgerüchten entgegenzutreten, veröffentlichte sie Ende September 2006 auf ihrer offiziellen Website eine Klarstellung: „We are NOT breaking up. However, we ARE taking some much-deserved time off to spend with our families and friends. How much time? We don’t know.“ („Wir werden uns NICHT auflösen. Wie dem auch sei, wir NEHMEN uns mehr Zeit für unsere Familien und Freunde. Wieviel Zeit? Wir wissen es nicht.“)

### Absolute Garbage (2007)
Im Juli 2007 erschien das Best-of-Album Absolute Garbage, das mit Tell Me Where It Hurts einen neuen Song enthielt. Der Titel wurde als Limited Edition weltweit mit diversen Remixen veröffentlicht.
Die längere Pause von Garbage nutzte Shirley Manson dazu, Material für ein erstes Soloalbum fertigzustellen, das allerdings nicht veröffentlicht wurde, da es infolge künstlerischer Diskrepanzen zwischen Manson und ihrer Plattenfirma Geffen Records zur Vertragsauflösung kam. Drei Titel daraus veröffentlichte sie schließlich auf ihrer eigenen Facebook-Seite.

### Not Your Kind of People (2012)
Das Album Not Your Kind of People ist am 11. Mai 2012 in verschiedenen Ausführungen – einer Standard- und einer Deluxe-CD-Edition, als Download sowie auf Vinyl – auf dem Band-eigenen Label Stunvolume Records erschienen. Das Album wurde mit Tourneen durch Amerika und Europa vorgestellt. In Deutschland trat Garbage 2012 beim Hurricane Festival auf.

### Strange Little Birds (2016)
Am 10. Juni 2016 wurde das sechste Studioalbum Strange Little Birds veröffentlicht.

### No Gods No Masters (2021)
Am 11. Juni 2021 wurde das siebte Studioalbum  No Gods No Masters   veröffentlicht.

### Anthology (2022)
Am 28. November 2022 wurde das achte Studioalbum Anthology veröffentlicht. Bei diesem Album handelt es sich um ein sog. Best-Of mit einer Zusammenstellung bereits veröffentlichter Titel.

## Mitglieder

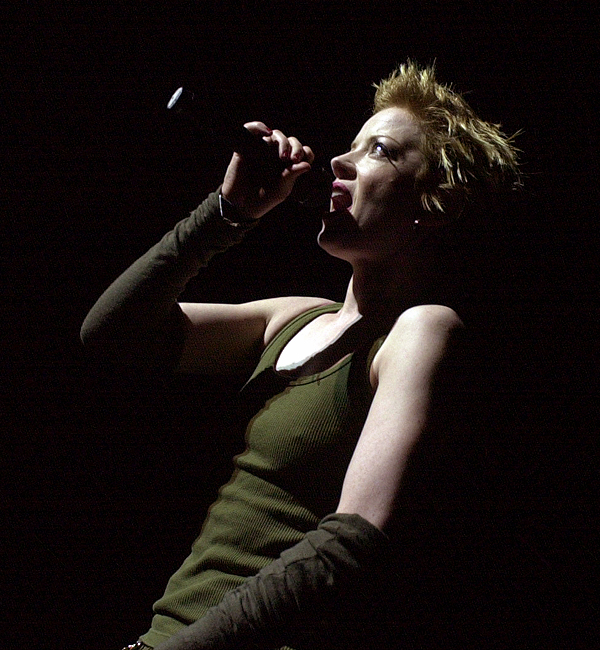
Shirley Manson

Shirley Ann Manson wurde am 26. August 1966 in Edinburgh, Schottland, als mittlere von drei Töchtern einer Big-Band-Sängerin und eines Professors für Tierzüchtung geboren. Durch ihre Mutter begann sie schon früh, sich für Musik zu interessieren, doch eine musikalische Karriere schien ihr alles andere als vorbestimmt zu sein. Vielmehr überschatteten traumatische Ereignisse die jungen Jahre des späteren Stars. Nach Zwischenspielen in verschiedenen schottischen Musikgruppen (zuletzt Angelfish) fand sie über eine MTV-Ausstrahlung eines Videos mit ihr zu Garbage.
Die Schaffenspause von Garbage nutzte sie Anfang 2007 für Arbeiten an ihrem ersten Soloalbum, an dem u. a. Billy Corgan und Jack White mitarbeiten.
Butch Vig wurde am 2. August 1957 in Viroqua, Vernon County, Wisconsin, den Vereinigten Staaten geboren (sein richtiger Name lautet Brian Viggerson) und gilt in der Medienöffentlichkeit als Mastermind Garbages.
Außerdem produzierte er neben den Garbage-Aufnahmen auch das 1991 erschienene Album Nevermind von Nirvana sowie die ersten beiden Alben der Smashing Pumpkins und Alben vieler anderer namhafter Rockgruppen der frühen 1990er-Jahre, darunter Sonic Youth, Helmet und Soul Asylum. Dadurch hatte er einen nicht unerheblichen Einfluss auf das Musikgeschehen, der bis heute andauert. Zusammen mit Steve Marker gründete Butch Vig die Smart Studios.
Douglas „Duke“ Erikson wurde am 15. Januar 1953 in Nebraska, Vereinigte Staaten geboren. Bereits mit 16 Jahren gründete er seine erste Musikgruppe, „The British“. Erikson studierte Kunstgeschichte und finanzierte sich sein Studium über zahlreiche Nebentätigkeiten wie Tischler oder Lastwagenfahrer. Duke ist ledig und Vater einer inzwischen volljährigen Tochter. 1987 gründeten Duke und Butch, wiederum mit Phil Davis als Sänger, die Gruppe „Firetown“. Firetown veröffentlichten in sehr kurzer Zeitspanne zwei Alben und sechs Singles, zu Carry the Torch existiert sogar ein Musikvideo. Doch schon 1989 trennten sie sich und es kam zur Wiedervereinigung von Spooner. Ein weiteres Album (Fugitive Dance) sowie eine dazugehörige Single erschienen, bevor sich die Gruppe 1993 endgültig trennte.
Steve Marker wurde am 12. März 1960 in Mamaroneck, Westchester County, New York, Vereinigte Staaten geboren und studierte ebenfalls Kunst und Kommunikation. Steve ist verheiratet und hat eine Tochter. Vor seinem Einstieg bei „First Person“ spielte er in einer Gruppe namens „The Flying Saucers“. Auch Steve tat sich durch seine Produzententätigkeit u. a. für Public Enemy hervor. Vig, Marker und Erikson schufen sich rasch einen Ruf als begehrte Produzenten und Remixer (u. a. für Depeche Mode, Nine Inch Nails, House of Pain oder U2) und betrieben nebenher eine Punkgruppe namens Rectal Drip, was allerdings nichts weiter als eine Art Hobby war. Dennoch wurde ein zehn Titel umfassendes Band aufgenommen (davon existieren nur etwa 500 Kopien), auf dem sich Butch Vig als Sänger versuchte.

## Diskografie
Studioalben

| Jahr | Titel                   | Höchstplatzierung, Gesamtwochen, AuszeichnungChartplatzierungen (Jahr, Titel, Platzierungen, Wochen, Auszeichnungen, Anmerkungen) | Höchstplatzierung, Gesamtwochen, AuszeichnungChartplatzierungen (Jahr, Titel, Platzierungen, Wochen, Auszeichnungen, Anmerkungen) | Höchstplatzierung, Gesamtwochen, AuszeichnungChartplatzierungen (Jahr, Titel, Platzierungen, Wochen, Auszeichnungen, Anmerkungen) | Höchstplatzierung, Gesamtwochen, AuszeichnungChartplatzierungen (Jahr, Titel, Platzierungen, Wochen, Auszeichnungen, Anmerkungen) | Höchstplatzierung, Gesamtwochen, AuszeichnungChartplatzierungen (Jahr, Titel, Platzierungen, Wochen, Auszeichnungen, Anmerkungen) | Anmerkungen                           |
| Jahr | Titel                   | DE | AT | CH | UK | US | Anmerkungen                           |
| ---- | ----------------------- | --- | --- | --- | --- | --- | ------------------------------------- |
| 1995 | Garbage                 | DE55 (18 Wo.)DE | — | — | UK6 ×2Doppelplatin · (132 Wo.)UK                                                                                                  | US20 ×2Doppelplatin · (81 Wo.)US                                                                                                  | Erstveröffentlichung: 15. August 1995 |
| 1998 | Version 2.0             | DE4 (26 Wo.)DE | AT4 (16 Wo.)AT | CH17 (16 Wo.)CH | UK1 ×2Doppelplatin · (78 Wo.)UK                                                                                                   | US13 Platin · (70 Wo.)US | Erstveröffentlichung: 11. Mai 1998    |
| 2001 | Beautiful Garbage       | DE6 (8 Wo.)DE | AT9 (8 Wo.)AT | CH10 (7 Wo.)CH | UK6 Gold · (8 Wo.)UK | US13 (8 Wo.)US | Erstveröffentlichung: 1. Oktober 2001 |
| 2005 | Bleed Like Me           | DE12 (6 Wo.)DE | AT17 (6 Wo.)AT | CH15 (11 Wo.)CH | UK4 Silber · (6 Wo.)UK | US4 (11 Wo.)US | Erstveröffentlichung: 11. April 2005  |
| 2012 | Not Your Kind of People | DE15 (3 Wo.)DE | AT39 (1 Wo.)AT | CH15 (3 Wo.)CH | UK10 (3 Wo.)UK | US13 (7 Wo.)US | Erstveröffentlichung: 11. Mai 2012    |
| 2016 | Strange Little Birds    | DE22 (2 Wo.)DE | AT17 (2 Wo.)AT | CH16 (3 Wo.)CH | UK17 (1 Wo.)UK | US14 (2 Wo.)US | Erstveröffentlichung: 10. Juni 2016   |
| 2021 | No Gods No Masters      | DE6 (2 Wo.)DE | AT13 (1 Wo.)AT | CH13 (2 Wo.)CH | UK5 (1 Wo.)UK | US33 (1 Wo.)US | Erstveröffentlichung: 11. Juni 2021   |